# Экберт I (маркграф Мейсена)
Экбе́рт I Старший (нем. Ekbert I; ок. 1025 — 11 января 1068) — граф Брауншвейга, Дерлингау и маркграф Фрисландии с 1038, маркграф Мейсена с 1067, второй сын Людольфа, графа Брауншвейга, и Гертруды.

## Биография
После гибели отца в 1038 году Экберт вместе со старшим братом Бруно унаследовал его владения. Точно не известно, как они были разделены между братьями. В их состав входили владения в Саксонии вокруг Брауншвейга, некоторые владения в Средней Фрисландии.
Также в состав владений Экберта первоначально входил ряд земель в епископствах Хильдесхайм и Хальберштадт, однако в 1051 году император Генрих III, дядя Экберта, передал все владения Экберта в епископстве Хильдесхайм под управление епископа. В 1057 году некоторые владения Экберта во Фрисландии были подчинены Адальберту, архиепископу Гамбурга и Бремена.
После гибели в 1056 году маркграфа Северной марки Вильгельма императрица Агнесса де Пуатье, вдова недавно умершего императора Генриха III, которая стала регентшей от имени своего малолетнего сына Генриха IV, отдала Северную марку, а также некоторые владения дома Хальденслебен, графу Штаде Лотарю Удо I, что вызвало неудовольство Оттона, сводного брата Вильгельма. Разгорелся серьёзный конфликт, Оттона поддержали многие саксонские графы. Для разбора конфликта в июне 1057 года императрица пригласила Оттона в сопровождении приверженцев и вассалов в Мариенбург. Однако по дороге Оттон столкнулся с Экбертом и его братом Бруно. Они были врагами Оттона и напали на него. По сообщению Ламперта Герсфельдского, Бруно сошёлся в поединке с Оттоном и они нанесли друг другу смертельные раны. Экберт же, несмотря на тяжелую рану, смог обратить сторонников Оттона в бегство.
В 1062 году Экберт принял участие в перевороте, совершенном архиепископом Кёльна Анно II и герцогом Баварии Оттоном Нортхеймским. Недовольные политикой императрицы Агнессы, регентше империи, они выкрали на корабле малолетнего короля Генриха IV из под опеки матери. При этом во время плавания на корабле по Рейну Генрих попытался сбежать и прыгнул в реку, но чуть не утонул, спас его от смерти прыгнувший за ним Экберт.
В 1063 году Экберт участвовал в вооруженном споре между епископом Хильдесхайма и аббатом Фульды в Госларе. Епископ Хецело в рождество поссорился с аббатом Видерадом, но их стараниями герцога Баварии Оттона Нортхеймского разняли. Однако Хецело не забыл обиду и подговорил Экберта помочь ему. Во время празднования Троицы в церкви святого Симона и Иуды Хецело возобновил ссору, а затем Экберт, заранее спрятанный с вооруженным отрядом под алтарём, напал на людей аббата Видерада. Битва продолжалась до ночи. Но Экберт, пользовавшийся расположением своего двоюродного брата Генриха IV, смог избежать наказания, зачинщиком был назван аббат Видерад.
В январе 1066 года Экберт участвовал в рейхстаге в Трибуре, на котором архиепископ Адальберт Бременский был смещён с поста советника Генриха IV. Экберт извлёк из падения архиепископа для себя пользу, вновь получив фрисландские владения, отобранные у него в 1057 году.
В начале 1067 года умер Оттон I, граф Веймара и Орламюнде, а также маркграф Мейсена. Он оставил только дочерей. Графства Веймар и Орламюнде в итоге унаследовал его родственник, маркграф Истрии Ульрих I, а Мейсенскую марку Генрих IV передал Экберту. Впервые как маркграф Мейсена Экберт упомянут в акте, датированным 5 марта 1067 года.
Для того, чтобы упрочить своё положение в Мейсене, Экберт решил развестись со своей женой и жениться на вдове Оттона I Веймарского. Однако этим планам помешала смерть Экберта от лихорадки 11 января 1068 года. Наследовал ему малолетний сын Экберт II Младший.

## Брак и дети
Жена: с 1058 Ирмгарда (Эмилия, Иммула) Туринская (ум. 1078), дочь Манфреда Удальриха, маркграфа Сузы и Турина, и Берты д’Эсте, вдова Оттона Швайнфуртского, маркграфа Баварского Нордгау и герцога Швабии. Дети
- Экберт II Младший (ум. 3 июля 1090), маркграф Мейсена и Фрисландии, граф Брауншвейга с 1068
- Гертруда (ок. 1065 — 9 декабря 1117); 1-й муж: Дитрих II (ум. 1085), граф фон Катленбург; 2-й муж: Генрих Толстый (ум. 1101), граф Нортхейма, маркграф Фрисландии; 3-й муж: с ок. 1101/1102 Генрих I (ок. 1070—1103), граф Айленбурга, маркграф Нижнелужицкий с 1081, маркграф Мейсена с 1089